# Translationell forskning
Translationell forskning (från latinets translatio=överföring) är en skola för medicinsk forskning som bygger på att problem som upptäcks i sjukvården, exempelvis vid diagnos eller pågående behandling, används i utveckling och forskning innan klinisk prövning. Forskningen utgår därmed från en patients hälsosituation och har som målsättning att snabbt uppnå resultat som kan leda till bättre diagnostik och terapi för patienten. Arbetssättet är inte nytt, men begreppet började användas först under 2000-talet.
Tillämpningen av upptäckter genererade i laboratorieforskning och prekliniska studier på utvecklingen av kliniska prövningar och studier på människor. Ett andra område i translationell forskning handlar om att förbättra och utveckla ”best practices” – bästa fungerande praxis.
Vetenskapliga tidskrifter med inriktning translationell forskning har skapats, Science Translational Medicine  och Journal of Translational Medicine.
Mer läsning: Varför translationell forskning är så viktig och “What is Translational Research?”  